# Jeff Van Gundy
Jeffrey W. "Jeff" Van Gundy (ur. 19 stycznia 1962 w Hemet, Kalifornia) – były amerykański trener koszykówki. Ostatnio pracował w Houston Rockets.

## Kariera
Van Gundy rozpoczął swoją karierę trenerską podczas sezonu 1985-86 w McQuaid Jesuit High School w Rochester.
28 lipca 1989 roku został asystentem w klubie New York Knicks. Przez następne sześć i pół roku pracował z trenerami Knicks Stu Jacksonem (1989-1990), Johnem MacLeodem (1990-1991), Patem Rileyem (1991-1995) i Donem Nelsonem (1995-1996). Podczas jego kadencji na stanowisku asystenta Knicks wygrali trzy razy Dywizję i nigdy nie zakończyli sezonu na pozycji niższej niż trzecia oraz co roku grali w play-offach. Knicks awansowali do finałów konferencji wschodniej w 1993 roku i finałów NBA w 1994 roku, gdzie zmierzyli się z Houston Rockets.
Van Gundy został głównym trenerem New York Knicks 8 marca 1996 roku. Poprowadził zespół do play-offów sześć razy, a 8 grudnia 2001 roku złożył rezygnację.
W 2003 roku został trenerem Houston Rockets. 18 maja 2007 roku został zwolniony po tym, jak jego zespół przegrał w play-offach z Utah Jazz.

## Życie prywatne
Jego ojciec, Bill również był trenerem koszykówki i prowadził zespół na uniwersytecie Brockport State w Nowym Jorku. Jego brat Stan Van Gundy też jest trenerem.